# くりっく365
くりっく365は、東京金融取引所が市場を開設・運営している外国為替証拠金取引（FX取引）である。

## 歴史
- 2005年7月1日にサービスを開始した。
- 2008年10月27日に通貨ペア数の拡大[1]、指定決済法の導入、マーケットメーカーの増加、取引時間の延長[2] を開始した。
- 2011年8月1日にアジア3通貨ペア数の拡大を開始した[3]。
- 2013年8月5日にアジア3通貨ペアの上場休止を発表した[4]。

## 特徴
- くりっく365は取り扱いの業者から、東京金融取引所があらかじめ指定したマーケットメイカーと呼ばれる取引参加者が提示するレートに対し、注文をする形となる（取引相手は、東京金融取引所が指定したマーケットメイカーである。東京金融取引所は取引の結果生じた債権債務の相手方となる。）[5]。
- レートは、複数のインターバンクが提示するレートであり、買値と売値とも投資家にとって有利な方を採用している。証券取引所の現物株のように売り手と買い手を直接結びつけるオークション方式ではなく、マーケットメイカー方式である[5]。
- スワップポイントが売りと買いで同一であり、投資家にとってメリットである。店頭取引では、同一通貨ペアの売りと買いを比較して、投資家が支払うスワップポイントの方が多いケースがある[6]。
- 取引証拠金が東京金融取引所で保全されているため、直接の取次業者が破綻してもポジションが清算されたり預託金が一般債券扱いとして毀損し返還されないなどといったカウンターパーティリスクが少ない[7]。破綻取次企業が管理していた顧客ポジションの別業者への移管が可能である[8]。また取扱業者の財務力も金融商品取引法の業者登録基準に加えて、純資産20億円以上となっている[9]。
- くりっく365で得た利益は、申告分離課税であり、一律20%の税率で課税される[10]。（詳細は「外国為替証拠金取引」（FX取引）を参照）
- 損失が発生した場合、翌年から3年間にわたり所得税の損失繰越の適用が可能[11]。
- 過去は売買手数料がかかっていたが、2013年10月よりマーケットメイカーから1単位当たり100円(税別)の手数料を東京金融取引所が徴収し、取次業者に交付しているため、かからない業者が多い。（店頭業者は スワップポイント、スプレッドで利益を得られるため手数料無料の業者もある）[12]。

## トラブル
- 2009年10月30日週の取引終了時刻である5時00分直前に、南アフリカランド・円の11.5円付近で推移していた相場が、一瞬にして（投資家からみた）売値のみ8.435円まで一気に急落する（買値は全く動いていない）事件が発生し、8.435円でロスカットが発動するなど多大な損失を被る投資家が続出した。また週明けの月曜日ではロスカットによる相場変動を発端として南アフリカランドの実レートが急落し世界的な影響を及ぼした。当初、東京金融取引所は、マーケットメイカーの提示したレートであることを根拠に正式な配信レートであると表明したが[13]、この件で損失を出した投資家から集団訴訟される事態に至り、また数日後にマーケットメイカーのコメルツ銀行が異常レートを配信したことを認め、8.435円でロスカットが発動した投資家に対してポジションの取り直しをするなどの救済策を行った[14]。またコメルツ銀行は取引所から処分を受けた[15] が、異常レートの配信を防止するサーキットブレーカー機能が無い取引所自身のシステムの脆弱性も露呈する結果となった。